# José Manuel Méndez
José Manuel Méndez Rodríguez (Santa Cruz de Tenerife, 4 de julio de 1951-12 de diciembre de 2006) fue un político español.
Habiendo emigrado su padre a Brasil y Venezuela, reside junto a su madre (maestra de escuela) en el pueblo tinerfeño de Los Silos. En 1962 viaja a Venezuela a reencontrarse con su padre, regresando a las islas Canarias en 1965. Durante sus estudios de Bachillerato, participa en los inicios de las movilizaciones estudiantiles en la isla. Tras abandonar los estudios, comienza a trabajar en la construcción y en las reparaciones navales, incorporándose en 1968 a la Unión de Juventudes Comunistas de España.
En 1970 es detenido por apedrear la casa sindical en Santa Cruz de Tenerife, en un conflicto de transporte y encarcelado durante dos semanas. En el juicio es condenado a tres años de prisión, pero logra evadirla. Ese año emigra a Barcelona, comenzando a trabajar en una empresa subsidiaria de la SEAT e incorporándose a CC.OO., participando en distintas movilizaciones obreras. Poco después empieza a trabajar en el Diario de Barcelona. En desacuerdo con el estalinismo, abandona el PCE.
En 1974 se incorpora a ETA (político-militar), contribuyendo a crear su estructura en Barcelona y siendo partidario de la creación de milicias obreras para luchar contra el franquismo. En 1975 se produce la caída de la estructura de ETA(p-m) en Barcelona, y José Manuel Méndez logra escapar del asalto policial y se refugia en Francia. Una vez en Francia, rompe en 1976 con ETA(p-m) al considerar que su táctica era errónea, y se incorpora a ETA - VI Asamblea (Liga Comunista Revolucionaria) y regresa a Barcelona.
Continúa militando en la Liga Comunista Revolucionaria (LCR). En 1981 comienza a trabajar en distintas empresas de encuestas, organizando las primeras movilizaciones por los derechos laborales de los encuestadores, lo que le supuso entrar en una "lista negra" que le impidió encontrar trabajo en empresas del sector. En 1987 regresa a Canarias trabajando como encuestador del Instituto Nacional de Estadística, participando en movilizaciones por los derechos de los trabajadores eventuales.
Se incorpora a Izquierda Unida Canaria, manteniendo un posicionamiento contrario a cualquier acercamientos al PSOE y siendo uno de los principales dirigentes de esta agrupación en el archipiélago. También participa en las luchas antimilitaristas de Canarias. En el año 2005 abandona Izquierda Unida al considerar que esta organización estaba tendiendo hacia el reformismo. Se convierte en un militante activo de Asamblea por Tenerife y la Coordinadora de Pueblos y Barrios. Falleció en Tenerife en la madrugada del 11 al 12 de diciembre de 2006.